# Мороз Михайло Наумович
Мороз Михайло Наумович (1876, Бистрик (тепер — Кролевецький район, Сумська область — 2 вересня 1938) — голова Всеукраїнської Комісії по виборам до Всеукраїнських Установчих Зборів, Голова Всеукраїнської православної церковної ради.

## З життєпису
Навчався у місцевій школі. Протягом 1897—1899 рр. — сільський писар. З 1900 р. — реєстратор статистичного бюро Полтавського губернського земства. У 1907 р. обраний земським гласним. Того ж року був змушений переїхати до Києва, де працював на різних посадах у Київському губернському земстві.
У 1917 р. — голова комісії по виборам до Всеросійських Установчих Зборів та Всеукраїнської Комісії по виборам до Всеукраїнських Установчих Зборів. Кандидат до Українських Установчих Зборів. Гласний Київських губернської та повітової народних рад.
У 1919 р. перейшов на роботу до Київського губвиконкому, також працював товаришем голови Південно-Російського бджолярського товариства, головою Київського центрального пасішницького товариства і головою Всеукраїнського Пасішницького Союзу.
Протягом 1919—1924 рр. обирався головою Всеукраїнської православної церковної ради, був одним із співзасновників УАПЦ. Певний час проживав у Боярці, Камʼянці-Подільському, Одесі, з 1926 р. — у Харкові.
Після революції працював інспектором податкового управління Наркомату фінансів.
Заарештований 10 жовтня 1929 р. Секретно-політичним відділом ДПУ УСРР у червні 1931 р. справа закрита. Повторно заарештований та засуджений до розстрілу трійкою при управлінні НКВС по Київській області 23 серпня 1938 р. Розстріляний 2.09.1938 у м. Київ. Реабілітований 11.03.1959 р.